# Maandblad de Krant
Maandblad de Krant is een tijdschrift voor Nederlandse immigranten in Canada en de Verenigde Staten. Het wordt uitgegeven door Mokeham Publishing Inc. uit Penticton, Brits-Columbia. Opgericht in 1969 werd de Krant van 1976 tot april 2008 uitgegeven door de Timmer Publishing Company uit Langley, Brits-Columbia. Maandblad de Krant staat beter bekend onder zijn lezers als De Krant. Tot december 2007 heette de publicatie de Hollandse Krant.
De Krant brengt een selectie van nieuwsartikelen over Nederland, maar het belangrijkste aandachtsgebied van het tijdschrift is de publicatie van persoonlijke columns door Nederlandse immigranten in Canada en de Verenigde Staten. Columnisten zijn onder meer eindredacteur Tom Bijvoet, de voormalige uitgevers Gerard en Janny Bonekamp uit Surrey, Brits-Columbia, Stefanie Prins uit West Vancouver, Aubrey Beauchamp uit San Clemente, Californië, Monique Laarhoven Cross uit New Jersey en Anne van Arragon Hutten uit Kentville, Nova Scotia. Bovendien plaatst de Krant lezersbrieven, foto's en advertenties voor Nederlandse bedrijven in Noord-Amerika en bedrijven in Nederland die (Noord-Amerikaanse) toeristen tot hun doelgroep rekenen.
De Krant heeft ongeveer 7.500 abonnees, en een veelvoud aan lezers, omdat de Krant veel gedeeld en doorgegeven wordt.